# Bami Goreng

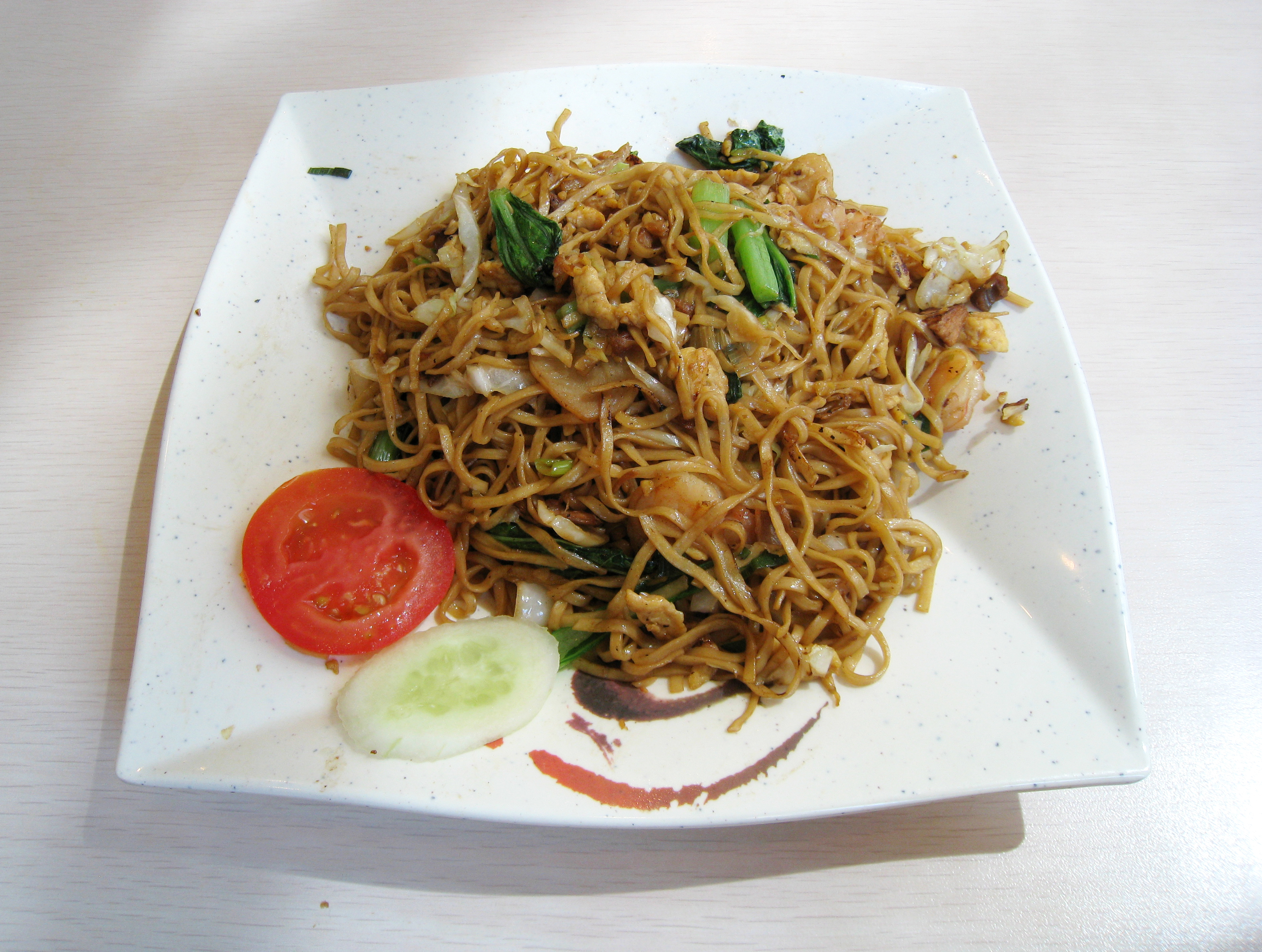
Bami Goreng in Indonesien

Bami Goreng, auch Bami-Goreng, Bamigoreng, Bahmi Goreng, Bakmi Goreng, malaiisch mi goreng, ist ein aus Indonesien stammendes Nudelgericht mit gebratenen (goreng) Mie-Nudeln (bami oder bakmi). 
Das Nudelgericht wird im Regelfall mit unterschiedlichen Gemüsen und Fleisch (meist Hühner- oder Hackfleisch, im größtenteils muslimischen Indonesien nur selten Schweinefleisch) im Wok zubereitet. Zum Würzen nimmt man meistens Ketjap Manis (süßliche indonesische Sojasauce) oder Ketjap Asin (pikante Sojasauce) und/oder Sambal Manis (süßliche Paste aus gebackenem spanischen Pfeffer) oder Sambal Ulek (auch Oelek, scharfe Paste).
In Deutschland werden Varianten des Gerichtes oft als „gebratene Nudeln“ in Asia-Imbissen angeboten. Ein verwandtes Gericht auf Reisbasis ist Nasi Goreng.
In der niederländischen Küche sind frittierte, panierte Bami-Bratlinge als Bamischijf bekannt.